# Don't Hug Me I'm Scared
Don't Hug Me I'm Scared (a veces abreviado DHMIS, literalmente "No me abraces, estoy asustado") es una serie británica de comedia de terror surrealista creada por Becky Sloan, Joe Pelling y Baker Terry. La serie web original consta de seis episodios, estrenados entre el 29 de julio de 2011 y el 19 de junio de 2016 en YouTube; la serie de televisión se estrenó el 23 de septiembre de 2022 en All 4 con emisión simultánea en Channel 4 la semana siguiente. La serie combina segmentos de acción en vivo, marionetas, animación tradicional, animación en flash, animación con arcilla y animación por ordenador.
En la serie, cada episodio comienza como una típica serie infantil, formada por marionetas antropomórficas similares a las que aparecen en "Plaza Sesamo" y otros populares programas infantiles de televisión. La serie parodia y satiriza estos programas de televisión contrastando este entorno infantil y colorido y sus habitantes con temas inquietantes; cada episodio presenta un giro argumental surrealista en el clímax, que incluye contenido psicodélico e imágenes de violencia gráfica, humor negro, existencialismo y horror psicológico. Los seis episodios de la serie web exploran y discuten temas básicos típicos de la etapa preescolar, como la creatividad, el tiempo, el amor, la tecnología, la dieta y los sueños, mientras que la serie de televisión aborda los trabajos, la muerte, la familia, la amistad, el transporte y la electricidad.

## Argumento
Cada episodio gira en torno a tres personajes: un humanoide amarillo con pelo azul, un pato antropomórfico verde con un abrigo a cuadros y un humanoide rojo con una cabeza parecida a una fregona. No tienen nombres explícitos en la serie, pero a menudo se les llama Yellow Guy, Duck y Red Guy respectivamente. El padre de Yellow Guy, Roy, también aparece ocasionalmente. Un episodio suele comenzar con el encuentro de los tres protagonistas con uno o varios personajes antropomórficos, que inician un número musical relacionado con un concepto básico de la vida cotidiana con una melodía optimista similar a la de una canción infantil. A medida que avanza cada canción, se hace evidente que su moraleja o mensaje no tiene sentido o se contradice a sí mismo, y que el personaje "maestro" tiene motivos ulteriores o siniestros. El clímax de cada episodio suele incluir un giro argumental que implica la adición de violencia gráfica u otros temas retorcidos. Más adelante en la serie, los personajes comienzan a cuestionar la naturaleza de su realidad y los extraños mensajes de los profesores.

## Episodios

### Serie Web (2011-2016)
| N.º en serie | N.º en temp. | Título         | Escrito por                                           | Fecha de emisión original                    |
| --- | ------------ | -------------- | ----------------------------------------------------- | -------------------------------------------- |
| 1 | 1            | «Creatividad»  | Becky Sloan, Joseph Pelling                           | 29 de julio de 2011 2024 (76 Millón vista)   |
| Un cuaderno de bocetos parlante explica el concepto de creatividad. |              |                |                                                       |                                              |
| 2 | 2            | «Tiempo»       | Becky Sloan, Joseph Pelling, Hugo Donkin, Baker Terry | 8 de enero de 2014 2024 (48 Millón vista)    |
| Un Reloj explica el concepto del tiempo. |              |                |                                                       |                                              |
| 3 | 3            | «Amor»         | Becky Sloan, Joseph Pelling, Baker Terry              | 31 de octubre de 2014 2024 (30 Millón vista) |
| La pandilla está de pícnic. Pero entonces Duck mata una mariposa, pensando que es una abeja. Yellow Guy se enfada y huye. Entonces encuentra otra mariposa que le explica cómo las cosas podrían ser mejores. Un mundo en el que sólo hay amor. |              |                |                                                       |                                              |
| 4 | 4            | «Computadoras» | Becky Sloan, Joseph Pelling, Baker Terry              | 1 de abril de 2015 2024 (34 Millón vista)    |
| Mientras la pandilla juega a un juego de mesa, empiezan a preguntarse si hay una forma fácil de conocer el mundo. Entonces el computador se despierta y les muestra todas las cosas que puede resolver un computador. |              |                |                                                       |                                              |
| 5 | 5            | «Salud»        | Becky Sloan, Joseph Pelling, Baker Terry              | 14 de octubre de 2015 2024 (26 Millón vista) |
| Yellow Guy y Duck están planeando hacer una comida, pero algo parece estar mal. Antes de que puedan averiguar qué es, se ven rodeados de varios alimentos parlantes que intentan explicarles cómo ser saludables. Aprenden a "hacerlo de forma saludable" y a comer alimentos sanos como salsa blanca, nata y aspic. al final, Yellow Guy se come a Duck sin querer. |              |                |                                                       |                                              |
| 6 | 6            | «Sueños»       | Becky Sloan, Joseph Pelling, Baker Terry              | 19 de junio de 2016 2024 (29 Millón vista)   |
| Yellow Guy está solo y asustado. Pero cuando intenta dormirse, una lámpara se despierta y le canta sobre cómo funcionan los sueños. Mientras tanto, Red Guy se despierta en un trabajo de oficina y habla de objetos que cantan y bailan. |              |                |                                                       |                                              |

### Serie de Televisión (2022-2022)
| N.º en serie | N.º en temp. | Título         | Escrito por                                             | Fecha de emisión original |
| --- | ------------ | -------------- | ------------------------------------------------------- | ------------------------- |
| 7 | 1            | «Trabajo»      | Becky Sloan, Joseph Pelling, Baker Terry & Sam Campbell | 23 de septiembre de 2022  |
| Red Guy, Yellow Guy y Duck tienen reservado un importante día de "nada en absoluto". Red Guy y Yellow Guy están muy emocionados, pero Duck está indignado. Exige tener algo que hacer. Y ese algo resulta ser algo llamado trabajo. |              |                |                                                         |                           |
| 8 | 2            | «Muerte»       | Becky Sloan, Joseph Pelling, Baker Terry & Sam Campbell | 23 de septiembre de 2022  |
| Duck ve una noticia de que el esta muerto, entonces un ataúd cobra vida desde el piso, y el ataúd entierra a Duck bajo tierra, entonces los otros 2 protagonistas, intentan encontrar un nuevo amigo para remplazar a Duck. |              |                |                                                         |                           |
| 9 | 3            | «Familia»      | Becky Sloan, Joseph Pelling, Baker Terry & Sam Campbell | 23 de septiembre de 2022  |
| Red Guy, Yellow Guy y Duck conocen a dos gemelos que les señalan que no deberían vivir juntos, ya que no están emparentados como una familia. Los chicos empiezan a cuestionar su relación y se enfadan mucho. Los gemelos les invitan a ver una familia de verdad en acción y a hacerse un análisis de sangre.                                                                      |              |                |                                                         |                           |
| 10 | 4            | «Amistad»      | Becky Sloan, Joseph Pelling, Baker Terry & Sam Campbell | 23 de septiembre de 2022  |
| La pandilla está entusiasmada con la idea de conectarse a Internet con su ordenador, pero el Chico Amarillo ha perdido la contraseña. Red Guy y Duck le riñen, pero un gusano confiado llamado Warren interviene para evitar que el acoso se vaya de las manos. Warren decide mostrar a los chicos el verdadero significado de la amistad metiéndose en la cabeza de Chico Amarillo. |              |                |                                                         |                           |
| 11 | 5            | «Transporte»   | Becky Sloan, Joseph Pelling, Baker Terry & Sam Campbell | 23 de septiembre de 2022  |
| ¿A dónde van las cosas cuando no están donde deberían estar? Es hora de que Red Guy, Yellow Guy y Duck aprendan sobre el transporte gracias a un tren con fugas muy antiguo. A Red Guy le entusiasma la idea de hacer un viaje y salir por fin de casa, pero por desgracia no es tan sencillo, necesitará una matrícula personalizada.                                               |              |                |                                                         |                           |
| 12 | 6            | «Electricidad» | Becky Sloan, Joseph Pelling, Baker Terry & Sam Campbell | 23 de septiembre de 2022  |
| ¿Sabías que todo lo que tiene cables forma parte de la familia eléctrica? Los chicos conocen a Electracey el contador y observan todos los objetos y animales de su casa para ver cuáles tienen cables. ¡Resulta que las pilas sí los tienen! Pero, ¿qué ocurre cuando se sustituyen las pilas viejas por otras nuevas? Yellow Guy se va de viaje para averiguarlo.                  |              |                |                                                         |                           |

### Piloto no Emitido (2018)
En 2018 se produjo un piloto de televisión de larga duración con Super Deluxe, Conaco y Blink Industries. El piloto se estrenó en el Festival de Cine de Sundance 2019, apareciendo en el "Indie Episodic Program 1" junto a otros cortometrajes. El piloto no se ha emitido.
| Título | Escrito por                              | Fecha de emisión original |
| --- | ---------------------------------------- | ------------------------- |
| «Wakey Wakey» | Becky Sloan, Joseph Pelling, Baker Terry | No Emitido                |
| Basada en la popular serie de cortometrajes, esta serie sigue a los compañeros de piso Red Guy, Yellow Guy y Duck, que viven vidas simples y repetitivas en la complaciente comunidad tecnicolor de Clayhill... hasta que el alcalde de la ciudad desaparece y todo se convierte en un caos absoluto. |                                          |                           |

## Producción
Sloan y Pelling se conocieron mientras estudiaban Bellas Artes y Animación, respectivamente, en Kingston University, donde crearon el colectivo THIS IS IT junto a algunos amigos. Produjeron el primer episodio de Don't Hug Me I'm Scared en su tiempo libre y sin presupuesto. Tenían pensado desde un principio convertir el proyecto en una serie, pero desestimaron la idea tras terminar el primer episodio, aunque la retomaron tras la popularidad que alcanzó este episodio. La división Random Acts del canal británico Channel 4 comisionó el segundo episodio. El show no tardó en atraer a otros interesados en comisionar, pero Sloan y Pelling los rechazaron porque "querían mantenerlo lo bastante raro" y "tener libertad para hacer exactamente lo que querían".
En mayo de 2014, los creadores anunciaron que comenzarían una campaña de recaudación en Kickstarter para realizar otros cuatro episodios más, uno cada tres meses, comenzando en septiembre de 2014. Subieron secuencias de imagen de baja calidad en las que se veía que los protagonistas habían sido tomados como rehenes y se pedía un rescate por ellos. Un chico americano de 12 años intentó utilizar una tarjeta hackeada para donar 35.000 libras, pero fue descubierto y se retiró la donación. La cifra fijada en Kickstarter, 96.000 libras, se alcanzó el 19 de junio de 2014, y al finalizar llegaron hasta las 104.935 libras.
En enero de 2016, Sloan y Pelling colaboraron con Lazy Oaf para lanzar una línea de ropa basada en los personajes y temas del show. En abril, los protagonistas de la serie aparecieron en la portada de la revista Printed Pages, junto a una "entrevista" que les hizo el editor.

### Serie De Televisión
El 19 de junio de 2017, un año después del lanzamiento del episodio 6, Sloan insinuó la posibilidad de realizar trabajos adicionales en
"Don't Hug Me Im Scared". El 13 de septiembre de 2018 se publicó un tráiler titulado "Wakey Wakey..." en el
canal el 13 de septiembre de 2018, en el que se anunciaba un nuevo programa de televisión realizado en colaboración entre Blink
Industries, Conaco y Super Deluxe. El vídeo de 30 segundos obtuvo más de dos millones de visitas en las 24
horas de su lanzamiento y alcanzó el número 1 en la lista de tendencias de YouTube. Los detalles de la trama fueron
publicados el 3 de diciembre de 2018 como adelanto a la proyección del piloto en el Festival de Cine de Sundance de 2019.
El episodio piloto tenía una duración de 23 minutos, y apareció en el "Indie Episodic Program 1" junto a
otros cortometrajes.
El 7 de julio de 2020, se anunció oficialmente que la serie había sido recogida por Channel 4.
La serie
serie terminó su rodaje en septiembre de 2021, y se esperaba que fuera originalmente
estrenarse en streaming exclusivamente en All 4 el 12 de septiembre de 2022. Sin embargo, la serie
se retrasó ligeramente debido a la muerte de la reina Isabel II.
El 16 de septiembre de 2022, se anunció
anunció que la serie se estrenaría el 23 de septiembre de 2022 en All 4 y se estrenaría el 30 de septiembre de 2022 en Channel 4.

## Recepción
El corto original se hizo viral y la serie creció hasta convertirse en un fenómeno de culto. Hasta abril del 2024 los episodios han acumulado un total de 1.024.762.557 vistas en YouTube en su canal oficial. Scott Beggs lo incluyó en el octavo puesto en su lista de los mejores cortos de 2011. Carolina Mardones, por su parte, lo situó en el séptimo puesto de su top ten de cortos de 2011. También fue incluido como parte de un acontecimiento cinematográfico en el Dismaland de Banksy.
Drew Grant, del Observer, escribió que los episodios de esta serie son terribles pesadillas. El escritor independiente Benjamin Hiorns anotó que "no es el tema lo que hace estas reproducciones tan extrañamente atractivas, sino la chocante imaginación con la que se ha creado a los personajes y los diseños de los mismos y la Britanidad latente detrás de todo esto".

## Temas
Pelling explicó que el objetivo de los cortos es mostrar "cómo no enseñar algo" y "cómo un concepto abstracto como la creatividad puede resultar estúpido cuando se intenta inculcar de una forma tan limitada". Además, comenta que los vídeos están abiertos a diferentes interpretaciones y que, pese a que se llegue a distintas conclusiones, de una u otra forma todas tienen parte de razón.
Un estudiante que escribía para el periódico Nouse comparó el gancho del primer episodio con los temas de la Narrativa Gótica, argumentando que "ambos se aprovechan del mismo miedo cultural a un violento subconsciente que se oculta tras una fachada de normalidad". En The Wesleyan Argus, otro estudiante proclamaba la serie como "un fantástico ejemplo de la era del esoterismo" y apuntó que "hay un constante metacomentario sobre las relaciones entre el espectador, la percepción, el creador, el participante y el art (y posiblemente la muerte) que comienza con el primer capítulo, pero no se deja claro qué es lo que ese comentario intenta decir. Sin embargo, está claro que la serie está construida para alcanzar un final".

## Creadores
Los británicos Joseph Pelling y Rebecca Sloan son diseñadores gráficos, artistas y animadores. Se dedican a la publicidad de productos comerciales. Han trabajado como parte del colectivo THIS IS IT.
Sus contenidos consisten en vídeos, arte y diseño gráfico, animación, música y obras de arte que imitan elementos reales con materiales naturales. Han ganado varios premios, incluyendo el SXSW Midnight Shorts Award de 2012.